# Kanton Annonay-2
Annonay-2 is een kanton van het Franse departement Ardèche. Het kanton maakt deel uit van het arrondissement Tournon-sur-Rhône. Het werd opgericht door het decreet van 13 februari 2014, met uitwerking op 22 maart 2015 met Annonay als hoofdplaats.

## Gemeenten
Het kanton omvat alle gemeenten van het opgeheven kanton Annonay-Sud plus één, namelijk :
- Annonay (deels, hoofdplaats)
- Monestier
- Roiffieux
- Saint-Julien-Vocance
- Talencieux
- Thorrenc
- Vanosc
- Vernosc-lès-Annonay
- Villevocance
- Vocance